# Тверская епархия
Тверска́я епа́рхия — епархия Русской православной церкви, объединяющая приходы и монастыри в средней части Тверской области (в границах Бологовского, Вышневолоцкого, Калининского, Калязинского, Кашинского, Кимрского, Конаковского, Кувшиновского, Осташковского, Селижаровского, Старицкого, Торжокского и Фировского районов). Входит в состав Тверской митрополии.
Одна из древнейших епархий Русской церкви.

## История
Тверская епархия выделена из Полоцкой епархии при великом князе Ярославе Ярославиче не позднее 1271 года. В 1589 году установлена архиепископия.

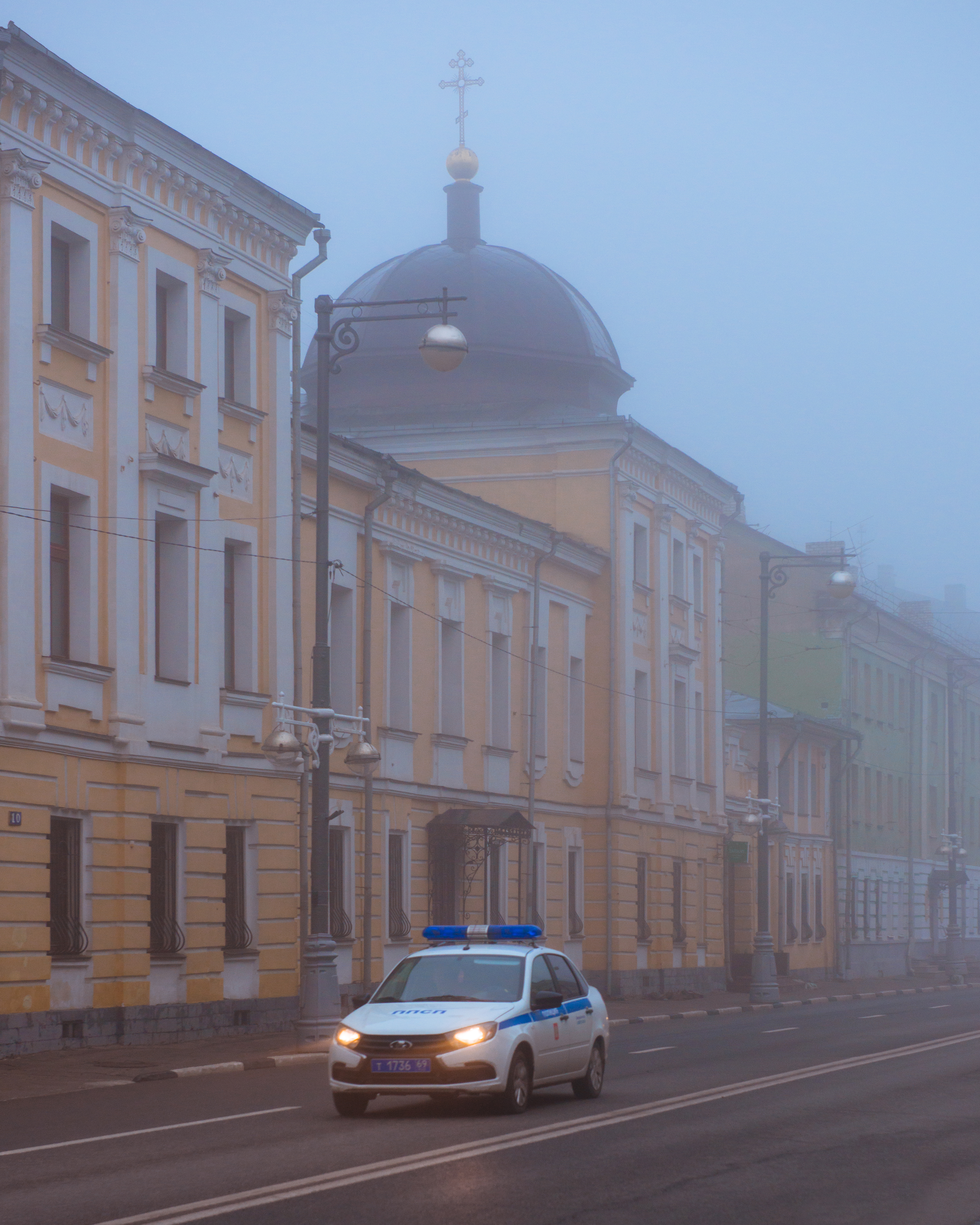
Здание архиерейского дома (конец XIX века)

28 декабря 2011 года из состава Тверской епархии выделены Бежецкая и Ржевская епархии; в пределах Тверской области образована Тверская митрополия, включающая в себя Бежецкую, Ржевскую и Тверскую епархии.

## Названия
- с 1271 — Тверская
- с 1289 — Тверская и Кашинская
- с 1589 — Тверская и Старицкая
- с 1928 — Калининская и Кашинская
- с 1931 — Калининская и Старицкая
- с 1935 — Калининская и Великолукская
- 1943—1944 — Калининская и Смоленская
- 1944—1946 — Калининская и Великолукская[3]
- с 1946 — Калининская и Кашинская
- c 1990 — Тверская и Кашинская
- с 28 декабря 2011 — Тверская

## Епископы
- упом. 1272 — 3 февраля 1289 — Симеон Полоцкий
- 1289 — 28 марта 1316 — Андрей (Герденев)
- 1316—1328 — Варсонофий I
- 1330—1342 — Феодор I
- упом. 1342—1360 — Феодор II Добрый
- 1361—1372 — Василий
- 9 марта 1374 — июль 1390 — Евфимий I (Вислень)
- 24 июля 1390 — 2 марта 1409 — Арсений
- 2 февраля 1411—1434 — Антоний[4]
- 1435 — упом. 1451 — Илия
- 28 января 1453—1461 — Моисей
- 25 марта 1461 — апрель 1477 — Геннадий (Кожин)
- 6 декабря 1477 — 23 мая 1508 — Вассиан (Стригин-Оболенский)
- 24 августа 1509 — 3 апреля 1521 — Нил
- 30 марта 1522 — 14 января 1567 — Акакий
- 1567—1570 — Варсонофий II
- 1570 — упом. 1572 — Савва
- 1573—1578 — Феодорит, епископ тверской[5]
- упом. 20 декабря 1578—1602 — Захарий
- 1603—1609 — Феоктист
- 1613—1615 — Арсений Элассонский
- 17 февраля 1620—1628 — Пафнутий
- 26 октября 1628—1642 — Евфимий II
- 24 декабря 1642 — 26 июля 1654 — Иона
- 16 апреля 1654 — 26 июля 1657 — Лаврентий
- август 1657—1676 — Иоасаф
- 16 апреля 1676 — упом. июль 1681 — Симеон II
- 6 сентября — декабрь 1681 — Варсонофий (Еропкин)
- 5 февраля 1682—1702 — Сергий (Велтахов)
- 21 февраля 1703 — 23 июня 1711 — Каллист (Поборский)
- 9 ноября 1712 — 21 января 1714 — Алексий (Титов)
- 21 января 1714 — 3 марта 1720 — Варлаам (Коссовский)
- 3 марта 1720 — 3 февраля 1723 — Сильвестр (Холмский)
- февраль 1723 — 13 декабря 1738 — Феофилакт (Лопатинский)
- начало 1739 — 7 декабря 1752 — Митрофан (Слотвинский)
- 28 февраля 1753 — 2 апреля 1758 — Вениамин (Пуцек-Григорович)
- 23 апреля 1758 — 26 мая 1763 — Афанасий (Вольховский)
- 28 мая — 4 октября 1763 — Иннокентий (Нечаев)
- 6 декабря 1763 — 22 сентября 1770 — Гавриил (Петров)
- 10 октября 1770 — 25 января 1775 — Платон (Левшин)
- 1 апреля 1775 — 22 сентября 1783 — Арсений (Верещагин)
- 22 сентября 1783 — 13 февраля 1788 — Иоасаф (Заболотский)
- 6 мая 1788 — 18 мая 1792 — Тихон (Малинин)
- 6 июня 1792 — 17 октября 1798 — Ириней (Клементьевский)
- 26 октября 1798 — 26 декабря 1799 — Павел (Пономарёв)
- 15 января 1800 — 18 декабря 1803 — Павел (Зернов)
- 31 декабря 1803 — 30 августа 1814 — Мефодий (Смирнов)
- 30 августа 1814 — 15 марта 1819 — Серафим (Глаголевский)
- 15 марта 1819 — 26 сентября 1820 — Филарет (Дроздов)
- 26 сентября 1820 — 3 июля 1821 — Симеон (Крылов-Платонов)
- 21 июля 1821 — 6 ноября 1826 — Иона (Павинский)
- 6 ноября 1826 — 1 июля 1831 — Амвросий (Протасов)
- 25 июля 1831 — 1 марта 1848 — Григорий (Постников)
- 1 марта 1848 — 15 февраля 1857 — Гавриил (Розанов)
- 15 февраля 1857 — 5 мая 1876 — Филофей (Успенский)
- 9 сентября 1876 — 9 июня 1877 — Алексий (Ржаницын)
- 8 декабря 1877 — 12 марта 1879 — Евсевий (Ильинский)
- 23 апреля 1879 — 18 сентября 1896 — Савва (Тихомиров)
- 2 ноября 1896 — 26 марта 1905 — Димитрий (Самбикин)
- 26 марта — 8 апреля 1905 — Николай (Зиоров)
- 8 апреля — 1 июля 1905 — Николай (Налимов)
- 1 июля 1905 — 29 января 1910 — Алексий (Опоцкий)
- 29 января 1910 — 16 марта 1914 — Антоний (Каржавин)
- 20 марта 1914 — 17 сентября 1918 — Серафим (Чичагов)
  - 1917 — 17 сентября 1917, в/у — Арсений (Смоленец)
- сентября 1918 — 15 июня 1928 — Серафим (Александров)
  - 1922, в/у — Петр (Зверев)
  - 1926, в/у — Павел (Павловский)
- ноябрь 1928 — 18 октября 1936 — Фаддей (Успенский)
- 7 декабря 1936—1937 — Никифор (Никольский) в заключении
- 1937 — арестован в августе 1939 — Палладий (Шерстенников)
  - 1939—1941 — епархия вдовствовала
- август 1941 — 4 сентября 1944 — Василий (Ратмиров)
  - сентябрь—октябрь 1944, в/у — Николай (Ярушевич), митрополит Крутицкий
- 29 октября 1944 — 15 мая 1945 — Рафаил (Березин)
- 26 августа 1945 — 17 марта 1950 — Арсений (Крылов)
- 17 марта 1950 — 29 июля 1954 — Алексий (Сергеев)
- 29 июля 1954 — 13 марта 1958 — Варсонофий (Гриневич)
- март — 22 июня 1958 в/у — Макарий (Даев), еп. Можайский
- 22 июня 1958 — 22 марта 1960 — Феодосий (Погорский)
- март — ноябрь 1960 в/у — Алексий (Коноплёв), еп. Лужский
- 23 ноября 1960 — 6 сентября 1971 — Иннокентий (Леоферов)
  - 6 сентября 1971 — август 1972, в/у — Филарет (Вахромеев), еп. Дмитровский
- 25 августа 1972 — 19 апреля 1978 — Гермоген (Орехов)
- 19 апреля 1978 — 7 октября 1988 — Алексий (Коноплёв)
- 4 декабря 1988 — 14 июля 2018 — Виктор (Олейник)
- 14 июля 2018 — 25 августа 2020 — Савва (Михеев)
- с 25 августа 2020 года — Амвросий (Ермаков)

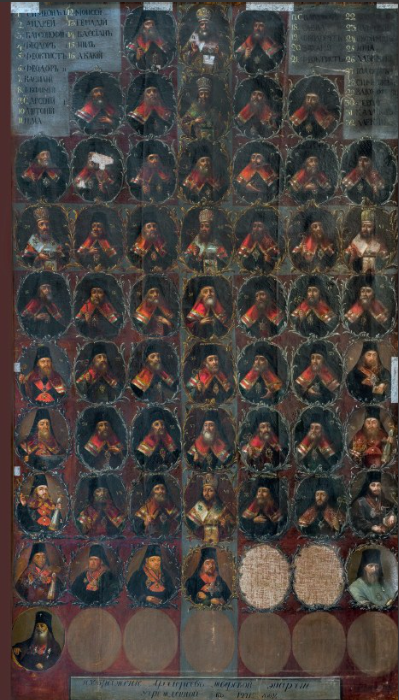
Портреты епископов Тверских от Симеона до Евсевия, кон. XVIII — сер. XIX вв.

## Святые Тверской епархии
29 июня/12 июля празднуется собор Тверских святых, установленный в память о святых, просиявших в Тверской земле. Также начиная с 1999 года, ежегодно 19 сентября проходят торжества в честь новомучеников и исповедников Тверской земли.

## Викариатства
- Бежецкое (ныне самостоятельная епархия)
- Кашинское (недейств.)
- Кимрское (недейств.)
- Краснохолмское (недейств.)
- Новоторжское (недейств.)
- Осташковское (недейств.)
- Ржевское (ныне самостоятельная)
- Старицкое (недейств.)

## Благочиния
Епархия разделена на 14 церковных округов:
- I Тверское благочиние (благочинный — протоиерей Павел Сорочинский)
- II Тверское благочиние (благочинный — протоиерей Олег Кульпин)
- III Тверское благочиние (благочинный — протоиерей Димитрий Курдюков)
- IV Тверское благочиние (благочинный — протоиерей Александр Хомяк)
- Бологовское благочиние (благочинный — протоиерей Сергий Желябовский)
- Вышневолоцкое благочиние (благочинный — иерей Иоанн Березюк)
- Калязинское благочиние (благочинный — иерей Георгий Иванов)
- Кашинское благочиние (благочинный — протоиерей Александр Рычков)
- Кимрское благочиние (благочинный — протоиерей Евгений Морковин)
- Конаковское благочиние (благочинный — протоиерей Петр Дубяго)
- Осташковское благочиние (благочинный — протоиерей Димитрий Марковский)
- Старицкое благочиние (благочинный — протоиерей Владимир Марценюк)
- Торжокское благочиние (благочинный — протоиерей Николай Алексеев)
- Благочиние монастырей и подворий (благочинный — игумен Борис (Тулупов))

## Монастыри
Мужские
- Старицкий Свято-Успенский монастырь в Старице
- Новоторжский Борисоглебский монастырь в Торжке
- Нило-Столобенская пустынь в Осташковском районе
- Николаевский Малицкий монастырь в селе Николо-Малица
- Тверской Успенский Отроч монастырь в Твери

Женские
- Богородицкий Житенный монастырь в Осташковском районе
- Тверской Христорождественский монастырь в Твери
- Свято-Екатерининский монастырь в Твери
- Николаевский Клобуков монастырь в Кашине
- Ольгинский монастырь в Осташковском районе
- Казанский монастырь в Вышнем Волочке
- Вознесенский Оршин монастырь в деревне Орша

На территории епархии расположен также скит Марфо-Мариинской обители (в деревне Владычня Лихославльского района)
Недействующие
- Сретенский монастырь в Кашине
- Троицкий Иоанно-Богословский монастырь в Удомельском районе
- Троицкий Макарьев монастырь в Калязинском районе
- Троицкий Селижаровский монастырь в посёлке Селижарово
- женский Новоторжский Воскресенский монастырь в Торжке

## Храмы
Главный (кафедральный) храм епархии — Воскресенский собор в Твери.
См. Категория:Храмы Тверской епархии